# Limburg an der Lahn
Limburg an der Lahn er administrationsby i landkreisen Limburg-Weilburg, i den tyske delstat Hessen. I 2008 var der 33.504 indbyggere.
Byen ligger ved floden Lahn, og domkirken Limburger Dom der blev bygget i 1200-tallet er placeret på en høj klippe i byen.

## Bydele og bebyggelser
Kommunen er opdelt i 8 områder:
| 1. Limburg by: (18.393 indbyggere) 2. Lindenholzhausen: (3377) 3. Linter: (3160) 4. Eschhofen: (2803) 5. Staffel: (2656) 6. Offheim: (2572) 7. Dietkirchen: (1724) 8. Ahlbach: (1281) |